# 동신중학교 (대전)
동신중학교(東新中學校)는 대한민국 대전광역시 동구 판암동에 있는 공립 중학교이다.

## 학교 연혁
- 1969년 3월 6일 : 옛 대덕구 동면 신촌리 506-1(현 동구 대청댐)에서 6학급으로 개교
- 1980년 6월 9일 : 대청댐 건설로 동구 옥천로 423(현 동신과학고)번지로 이전
- 1993년 1월 29일 : 현 위치인 동구 동부로 56-22(판암동)로  이전
- 2023년 9월 1일 : 제26대 김정애 교장 취임
- 2024년 1월 4일 : 제53회 졸업식(36명 졸업, 총 10,067명)
- 2024년 3월 4일 : 제56회 입학식(40명 입학)

## 참고 자료
- 동신중학교 - 한국교육학술정보원 학교알리미